# Condado de Dodge (Georgia)
El condado de Dodge (en inglés: Dodge County) es un condado en el estado estadounidense de Georgia. En el censo de 2000 el condado tenía una población de 19 171 habitantes. La sede de condado es Eastman. El condado fue fundado el 26 de octubre de 1870 y fue nombrado en honor a William E. Dodge, un representante de Nueva York.

## Geografía
Según la Oficina del Censo, el condado tiene un área total de 1303 km² (503 sq mi), de la cual 2560 km² (500 sq mi) es tierra y 7 km² (3 sq mi) (0,57%) es agua.

### Condados adyacentes
- Condado de Laurens (noreste)
- Condado de Wheeler (este)
- Condado de Telfair (sureste)
- Condado de Wilcox (oeste)
- Condado de Pulaski (oeste)
- Condado de Bleckley (noroeste)

## Autopistas importantes
- U.S. Route 23
- U.S. Route 280
- U.S. Route 319
- U.S. Route 341
- U.S. Route 441
- Ruta Estatal de Georgia 27
- Ruta Estatal de Georgia 30
- Ruta Estatal de Georgia 31
- Ruta Estatal de Georgia 46
- Ruta Estatal de Georgia 87
- Ruta Estatal de Georgia 117

## Demografía
En el  censo de 2000, hubo 19 574 personas, 7062 hogares y 4886 familias residiendo en el condado. La densidad poblacional era de 38 personas por milla cuadrada (15/km²). En el 2000 había 8186 unidades unifamiliares en una densidad de 16 por milla cuadrada (6/km²). La demografía del condado era de 68,95% blancos, 29,40% afroamericanos, 0,18% amerindios, 0,22% asiáticos, 0,02% isleños del Pacífico, 0,76% de otras razas y 0,46% de dos o más razas. 1,29% de la población era de origen hispano o latino de cualquier raza. 
La renta promedio para un hogar del condado era de $27 607 y el ingreso promedio para una familia era de $34 718. En 2000 los hombres tenían un ingreso medio de $27 150 versus $20 683 para las mujeres. La renta per cápita para el condado era de $14 468 y el 17,40% de la población estaba bajo el umbral de pobreza nacional.

## Ciudades y pueblos
- Chauncey
- Chester
- Eastman
- Empire
- Milan
- Rhine